# Kokreacija
Kokreacija je inicijativa menadžmenta, ili oblik ekonomske strategije, koja okuplja različite strane (na primer, kompaniju i grupu kupaca), kako bi zajedno proizveli rezultat koji vrednuju obe strane. Ko-kreacija donosi mešavinu ideja od direktnih potrošača ili posmatrača (koji nisu direktni korisnici proizvoda) što zauzvrat stvara nove ideje za organizaciju.
Kokreirana vrednost nastaje u obliku personalizovanih, jedinstvenih iskustava za potrošača (vrednost u upotrebi) i tekućih prihoda, učenja i poboljšanih tržišnih performansi za firmu (lojalnost, odnosi, preneseni utisci potrošača). Vrednost se stvara zajedno sa korisnikom ako i kada on može da personalizuje svoje iskustvo koristeći ponudu proizvoda/usluga preduzeća - u životnom veku njegovog korišćenja - do nivoa koji najbolje izvršava njegov ili njen posao(poslove) i koji omogućava firmi da ostvari veću vrednost iz svoje investicije proizvod/usluga u obliku novih znanja, većih prihoda/profitabilnosti i/ili superiorne vrednosti/lojalnosti brenda.
Naučnici C. K. Prahalad i Venkat Ramasvami popularizovali su ovaj koncept u svom Harvard Business Review članku iz 2000. godine, „Uvažavanje sposobnosti kupaca” . Nastavili su da razvijaju ove argumente u svojoj knjizi, koju su objavili Harvard Business School Press, Budućnost konkurencije, gde su naveli primere kao što su Napster i Netfliks koji pokazuju da kupci više neće biti zadovoljni samo izborom između da ili ne za ono što im kompanija nudi.
U okviru svojih proučavanja, Prahalad i Ramasvami su definisali kokreaciju kao „zajedničko stvaranje vrednosti od strane kompanije i korisnika; dozvoljavajući korisniku da da svoj doprinos u izradi iskustva usluge u skladu sa sklopom okolnosti ”(Prahalad i Ramasvami, 2004, pp. 8).
Marten Piters i Stefani Džensen dalje su razvili postojeće teorije kokreacije i uveli termin Potpuna kokreacija 2013,  i tako olakšali organizacijama koje su imale problema sa implementacijom kokreacije u svoje svakodnevne aktivnosti. Potpuna kokreacija se odnosi na "transparentan proces stvaranja vrednosti u tekućoj, produktivnoj saradnji sa i uz podršku svih relevantnih strana, pri čemu krajnji korisnici igraju glavnu ulogu" (Džensen i Piters, 2017, pp. 15).  Smatra se praktičnim odgovorom na pretežno akademsko i holističko razumevanje kokreacije. Potpuna kokreacija aktivno uključuje krajnje korisnike i druge relevantne strane kroz čitav razvojni proces, od identifikacije izazova do implementacije i praćenja njegovog rešenja. To je pre svega postupak koja se može razviti u organizacioni princip, a potencijalno čak i u suvlasništvo.
Proces kokreacije
Proces kokreacije suštinski uključuje dva osnovna koraka:
1. Doprinos: Pružanje doprinosa od strane javnosti firmi
2. Izbor: Izbor najperspektivnijih i najprivlačnijih priloga/doprinosa

Vrste kokreacije
U zavisnosti od stepena kontrole koju firma/javnost ima nad aktivnostima doprinosa i selekcije, kokreacija se može široko svrstati u 4 kategorije:
1. Prilagođavanje: Javnost kontroliše aktivnosti doprinosa dok firma vrši kontrolu nad aktivnostima selekcije
2. Podnošenje: Firma ima potpunu kontrolu nad obe aktivnosti
3. Kodizajniranje: Firma vrši kontrolu nad aktivnostima doprinosa, dok javnost vrši kontrolu nad aktivnostima selekcije
4. Saradnja: Javnost ima potpunu kontrolu nad obe aktivnosti

Prilagođavanje
Prilagođavanje je model korisničke kokreacije koji uključuje pribavljanje doprinosa od javnosti od strane firme, sveobuhvatno i savesno ispitivanje doprinosa, odabir najperspektivnijih i najpreduzimljivijih doprinosa od strane firme i na kraju implementaciju tih doprinosa. Na primer, Mala Velika Planeta, video igra sa platformom puzli kompanije Soni, omogućava igračima da kreiraju sopstvene nivoe u igri. Kreirani nivoi se zatim mogu deliti sa drugim igračima ili podneti kompaniji Soni. Zahvaljujući ovoj funkciji „Kreiraj i deli”, ova igrica ima slogan 'Igraj,Kreiraj, Podeli'. Najbolji doprinosi se uključuju u završnu igricu i oni koji su doprineli bivaju nagrađeni.
Podnošenje
U slučaju podnošenja, firma kontroliše aktivnosti doprinosa postavljanjem ograničenja za osnovni dizajn, veličinu doprinosa itd, kontroliše i aktivnosti odabira selekcijom pobedničkih doprinosa. Ovaj oblik kokreacije sa klijentima se koristi u onim slučajevima kada firma traži da proširi istraživanja u svojoj oblasti.
Kodizajniranje
Kodizajniranje podrazumeva postavljanje ograničenja od strane firme na aktivnosti doprinosa i odabir pobedničkih doprinosa od strane onih koji ih podnose. Na primer, Lokal Motors koristi kodizajnerski model kokreiranja sa klijentima kako bi razvijao svoja vozila. Lokal Motors je 2010. godine razvio automobil pod imenom Borac na stazi u rekordnih 18 meseci, što je oko 5 puta brže nego što traje proces konvencionalne proizvodnje automobila. Ohrabrivanjem zajednice od preko 2000 dizajnera da predaju svoje dizajne dok postavljaju neka ograničenja za osnovni dizajn, šeme boja itd, Lokal Motors efikasno koristi kodizajnerski model kokreiranja sa klijentima. Dizajnerska zajednica je kroz glasanje izabrala pobednički dizajn ( koji je osmislio Sangho Kim ).
Interesantan podatak o Lokal Motorsu je da čak i nema dizajnerski tim. Sve projektovanje vrši sama javnost.
Jedna od vodećih marki za proizvodnju majica u Americi takođe koristi kodizajniranje.
Sarađivanje
Takođe poznato kao otvoreni kod, sarađivanje podrazumeva objavljivanje izvornog koda proizvoda i njegovu dostupnost široj javnosti. Objavljeni izvorni kod je tada dostupan za modifikaciju prema zahtevima korisnika. Primeri koji su zasnovani na sarađivanjuMozila Fajrfoks, Apači i Linuks.
Umetnost kokreacije
Tradicionalno poimanje kompanije je: (1) potrošač je van domena lanca vrednosti; (2) preduzeće kontroliše gde, kada i kako se dodaje vrednost u lancu vrednosti; (3) vrednost se stvara u nizu aktivnosti koje preduzeće kontroliše pre trenutka kupovine; (4) postoji jedinstvena tačka razmene u kojoj se vrednost prenosi sa kupca na preduzeće. Gledište usmereno na potrošača podrazumeva: (1) potrošač je sastavni deo sistema za stvaranje vrednosti; (2) potrošač može da utiče na to gde, kada i kako se stvara vrednost; (3) potrošač ne mora da poštuje granice industrije u potrazi za vrednošću; (4) potrošač može da se takmiči sa kompanijama za povrat vrednosti; (5) postoji više tačaka razmene u kojima potrošač i kompanija mogu kokreirati vrednost. U masovnoj proizvodnji koja je usmerena na potrošača, na primeru marketinga za automobile, dobavljači obezbeđuju sirovine, komponente, podkomponente i sisteme proizvođačima, koji stvaraju vrednost sklapanjem ovih ulaza u vozila. Potrošači aktivno odlučuju koje će vozilo kupiti, ali kompanije odlučuju šta će im biti na raspolaganju. Dileri, koji deluju kao posrednici za proizvođače automobila, prodaju automobile. Za kompanije koje zavise od ovog poslovanja, stvaranje vrednosti se definiše isključivo ostvarivanjem profita preko krajnjih potrošača. Saturn korporacija, koja oslovljava sebe kao „drugačija vrsta automobilske kompanije“, odbacila je tradicionalne načine rada industrije. Godine 1985. kada je kompanija Dženeral Motors plasirala Saturn, ona nije samo osnovala novog proizvođača automobila, već je stvorila „zajednicu“. Saturn radi sa svojim klijentima u procesima dizajna, proizvodnje i prodaje, i angažuje vlasnike Saturn-a da pomognu u kontinuiranom inoviranju i poboljšavanju automobila. Potrošači razmišljaju o mestu automobila u svom životu - kako se uklapa u njihov budžet, njihovoj želji za udobnošću, njihovoj potrebi za duševnim mirom, sa njihovom estetikom. Kompanije razmišljaju o svojoj konkurentskoj strategiji i svom poslovanju - inženjeringu, diferencijaciji, logistici, cenama i, iznad svega, prihodima i dobiti. Iako ove vrednosti mogu biti suprotstavljene, one nisu nepomirljive. Saturn je kompanija koja pokušava da spoji ova dva načina gledanja na vrednosti. Na stranicama koje slede, predstavljamo okvir - novu paradigmu stvaranja vrednosti - kao predlog kako kompanije mogu bolje razumeti potrošačev pogled na vrednost i produktivno raditi sa njima kako bi zajedno stvorile zadovoljavajuću vrednost za obe strane.

## Četiri sastavna bloka interakcije
Prahalad i Ramasvami su predložili da je potrebno da se unapred ispune sledeći zahtevi kako bi se primenila kokreacija.
| Termini          | Definicije                                               | Menadžerske implikacije |
| ---------------- | -------------------------------------------------------- | --- |
| Dijalog          | Interakcija sa korisnicima                               | Dvosmerna povezanost umesto strategije jednosmerne prodaje                                                                        |
| Pristup          | Dozvoljava korisniku da pristupi podacima                | Kreiranje vrednosti sa korisnikom; van tradicionalnog lanca vrednosti                                                             |
| Korist od rizika | Za praćenje rizika i jazova između korisnika i kompanije | Podela rizika razvoja proizvoda sa posetiocima kroz komunikaciju (u kasnijem radu Ramasvamija, ovo se zamenjuje „refleksivnošću”) |
| Transparentnost  | Informacije među poslovnim subjektima su dostupne        | Barijere za pristup informacijama treba eliminisati u određenoj meri kako bi se steklo poverenje posetioca                        |

## Iz koprodukcije
U svom osvrtu na literaturu o „učešću potrošača u proizvodnji”, Nili Bendapudi i Robert P. Lion ustanovili su da prvi akademski rad datira iz 1979. godine.
Od 1990. godine pa nadalje, pojavljuju se nove teme: Džon Čepiel predlaže da učešće korisnika može dovesti do većeg zadovoljstva kupaca. Skot Keli, Džejms Doneli i Stiven Dž. Skiner se bave produktivnošću, ali predlažu i druge načine za sagledavanje učešća korisnika: kvalitet, radni učinak i emocionalne reakcije.
Iako ga Bendapuli i Lione nisu komentarisali, revolucionarni članak R. Normana i R. Ramireza sugeriše da se uspešne kompanije ne fokusiraju na sebe pa ni na industriju, već na sistem stvaranja vrednosti.
Mičel, Vargo i Laš prepoznaju uticaj Normana na njihov rad i priznaju sličnost između koncepata koprodukcije i kokreacije: „njegova koprodukcija sa korisnicima odražava sličan koncept koji se nalazi u šestom okvirnom programu.” Autori sugerišu da je Norman obogatio S-D logiku posebno kroz svoju ideju „bogatstva” ponude.
U pismu upućenom uredniku Harvard biznis rivju-a kao reakcija na članak Pajna, Pepersa i Rodžera ("Želite li zauvek da zadržite svoje potrošače"), Majkl Škrejg tvrdi da nisu svi potrošači slični u svojoj sposobnosti da donesu neki oblik znanja kompaniji.
Vikštorm uočava promenu uloge potrošača.
Fuat, Firat, Dolakija i Venkateš su uveli koncept kastomerizacije (što predstavlja evoluciju u procesu masovnog prilagođavanja proizvoda kupcu) i tvrdili su da to omogućava potrošaču da bude „koproizvođač proizvoda i usluga koje se nude”. Međutim, Bendapudi i Lion (2003) su u svom radu zasnovanom na iskustvu došli do zaključka da „pretpostavka sve šire kastomerizacije zbog koproizvodnje može biti održiva samo kada potrošač ima veštinu i znanja stvaranja roba i usluga koji su njemu/njoj od koristi”.

Kako je Zvas zabeležio u svom članku iz 2010, u kome se bavi klasifikacijom i analizom kokreacije, termin „kokreacija” su prvobitno formulisali kao strategiju Dr Adžit Kembil i njegovi koautori u dva članka iz 1996. i 1999. U članku „Ponovno utvrđivanje vrednosnih propozicija”(1966), Kembil, Ginzberg i Bloh opisuju kako kokreacija može da se iskoristi kao strategija da bi se transformisale vrednosne propozicije radeći sa klijentima ili odgovarajućim resursima. U članku „Kokreacija:Novi izvor vrednosti”(1999),Kembil, Frizen i Sundaram razvijaju koncept kokreacije kao ključnog izvora vrednosti koji omogućava Internet i daju objektivnu analizu rizika koje kompanije moraju uzeti u obzir prilikom primene ove strategije.

Početkom veka, Prahalad i Ramasvami (2000) su, radeći na svom prethodnom radu, učinili ideju kokreacije prepoznatljivom.

Prahalad i Ramasvami su 2004. godine nastavili da razvijaju svoje ideje koje su objavljene četiri godine ranije.
U isto vreme, Vargo i Laš (2004) su objavili koncept marketinške orijentacije u pružanju usluga. Proces stvaranja vrednosti opisan je u šestom okvirnom programu. Nasuprot logici dominacije roba i usluga autori tvrde da je:„korsinik je uvek koproizvođač”. Ideja iz Šestog okvirnog programa će kasnije biti promenjena u „korisnik je uvek kokreator”.

Prahalad je u jednom izdanju magazina „Journal of Marketing” komentarisao Vargovu i Lašovu ideju iz Šestog okvirnog programa i zaključio da autori sa ovom idejom nisu dovoljno daleko otišli.

U istoj knjizi, Kalaignanam i Vardaradžan(2006) se nadovezuju na Prahaladove komentare i detaljno obrazlažu uticaj informacionih tehnologija na koproizvodnju. Kako su to autori obrazložili „razvoj u oblasti informacionih tehnologija [...]omogućava korisnicima da stvore vrednost sarađujući sa kompanijom”. Glavni doprinos autora ovog članka jeste konceptualni model koji se odnosi na intenzitet učešća klijenta u formiranju karakteristika proizvoda, karakteristika tržišta i samih korisnika, karakteristika kompanije. U svom zaključku i smernicama za buduća istraživanja, autori obrađuju i tri značajne teme. Prvo, predlažu da se prouče pitanja vezana za ponudu i kako intenzivnija komunikacija, učešće korisnika i formiranje zajednica omogućava korisnicima da međusobno sarađuju, što dovodi do novih kreacija. Drugo, oni smatraju „centar inovacija” značajnim, a posebno to što prelazak sa umrežavanja kompanija i na umrežavanje korisnika može da dovede do povećanja sposobnosti u stvaranju inovacija. Treće, pitaju se da li pitanja vezana za potražnju možda mogu da izazovu negativne posledice na zadovoljstvo potrošača. Trećim pitanjem su se već pozabavili Bendapuli i Leone:„Korisnik koji smatra da ima znanje i stručnost i odabere da učestvuje u koproizvodnji biće skloniji da sebi pripiše i uspeh i neuspeh nego korisnik koji to nema. Korisnik koji nema znanje i stručnost, ali je prisiljen da učestvuje u koproizvodnji [...] može na nju negativno da utiče”.

## Rana primena
Početkom 2000-tih, konsultanti i kompanije su primenili kokreaciju kao sredstvo za uključivanje kupcima u dizajniranje proizvoda. Primer predstavlja „Najk” koji je omogućio svojim kupcima da onlajn dizajniraju svoje patike. Na MacWorld konferenciji 2007, Sem Lućente legendarni guru dizajna i inovacija u kompaniji „Hjulit-Pakard”,opisao je novo shvatanje da dizajneri ne mogu više sami da dizajniraju proizvode koristeći svoju genijalnost i magiju. Oni više nisu uključeni u stvaranje proizvoda i usluga, tvrdio je on; oni su uključeni u kokreaciju sa kupcima.
Sredinom 2000-ih, kokreacija je postala pokretački koncept društvenih medija i marketinških tehnika gde su kompanije kao što je „Konvers” ubedile veliki broj svojih vernih kupaca da naprave reklamni video za određeni proizvod. Fenomen Web 2.0 obuhvatio je brojne oblike marketinške kokreacije, pošto su društvene i potrošačke zajednice postale „ambasadori”,„oni koji šire priču”,„pametna gomila” i „učesnici” koji menjaju proizvod u zavisnosti od iskustva. Drugi primeri kokreacije mogu se naći u umetnosti.

## Doba digitalizacije: Vrste korisničke kokreacije
Prema nedavnom istraživanju Erika Rajndflajša i njegovog bivšeg studenta doktorskih studija Meta O'Herna, postoje četiri tipa korisničke kokreacije predstavljene u vidu matrice dva puta dva.
 Ovakva podela zasnovana je na dva ključna koraka u procesu korisničkog kokreiranja. Na X-osi nalazi se doprinos, korak koji vodi ka generisanju/predlaganju ideja. Na Y-osi nalazi se korak odabira ideja među predloženim. Svaka od ovih osa razlikuju visok i nizak nivo korisničke kontrole nad svakim od ovih procesa. Na osi doprinosa, prvi kvadrant je fiksiran što znači da korisnici imaju vrlo malo kontrole nad procesom doprinosa i kompanija jeste ta koja utvrđuje kakvu vrstu doprinosa želi. Na osi odabira, pod procesom selekcije vođenim od strane kompanije, ona je ta koja velikim delom sprovodi aktivnosti odabira i bira pobedničke predloge, dok pod procesom selekcije vođenim od strane potrošača, firma se pretežno oslanja na potrošače da odaberu pobednička rešenja.
Sve ovo definiše sledeće vrste korisničke kokreacije:
1. Podnošenje - ovaj deo ima najmanje doprinosa u smislu predlaganja novih ideja od strane korisnika i poseduje visok stepen kompanijskog uticaja koji se ogleda u upravljanju procesom odabira ograničenog broja ideja korisnika;
2. Prilagođavanje - jedinstvena vrsta kokreacije u kojoj korisnik definiše mnoštvo ideja za kompaniju, dok same kriterijume selekcije definiše kompanija. U ovoj fazi, firma je ta koja obično objavljuje krajnji proizvod (npr. video igra "Mala velika planeta" od strane kompanije Sony). Iako su korisnici ti koji kreiraju platforme, kompanija ima krajnju reč po pitanju odabira onih koje će biti distribuirane;
3. Saradnja - uspostavaljanje ravnoteže između uticaja kompanije i uticaja korisnika koja dovodi do preciziranja konačne ideje. Korisnik udružuje snage sa kompanijom u predlaganju i odabiru ideja uz zadržavanje potpune slobode u tom procesu. Npr, Apači server je alat otvorenog koda dostupan svim korisnicima Veb-a;
4. Kodizajniranje - korisnički pristup odabiru ograničenog broja ideja koje su predložili drugi korisnici. Primer za to jeste bilo koji forum na kome korisnici moraju izložiti ideje vezane za unapred definisanu oblast, npr. u korist unapređenja veb sajta neke organizacije itd, pri čemu je krajnja ideja odabirana od strane cele zajednice na forumu, na primer lajkovanjem ili dislajkovanjem kao što to čini kompanija Tredles u kojoj korisnik dizajnira majicu prema svojoj zamisli, dok kompanija korisnike ograničava time da dizajniraju samo majice i da krajnju reč pri odabiru dizajna koji će se naći na majici ima kompanija, ali korisnici zadržavaju važan glas za odabir ideja koje vode napretku.

## Korporativni menadžment
Sredinom 2000-ih, inovacije u korisničkom angažovanju i saradnji proširile su se i polako postale svetski ekonomski trend uključujući zajedničko kreiranje proizvoda i usluga. Napisane su bestseler knjige u kojima su iznete teorije koje su umnogome bile pod uticajem kokreacije i korisničke saradnje. Glavni koncepti uključivali su: kraudosorsing, termin koji je prvi put upotrebio Džef Hau u članku časopisa Wired iz juna 2006. godine, zatim otvorene inovacije koje je promovisao Henri Šezbro, profesor i izvršni direktor Gervud centra za korporativne inovacije pri univerzitetu Berkli, kao i Vikinomiks: Kako masovna saradnja sve menja, delo napisano od strane konsultanata Dena Tepskota i Entonija D. Vilijamsa, delo za koje se smatra je proslavilo koncept korporacija koje koriste masovnu saradnju i inovacije otvorenog koda.
O sve bržem razvoju kokreacija, Ramasvami i njegov ko-autor Frensis Gjulart napisali su: "Kroz interakciju sa hiljadama menadžera u svetu koji su počeli eksperimentisati sa kokreacijom, otkrili su da kompanije grade platforme koje povezuju, ne samo kompanije i njihove korisnike, već stvaraju čitavu mrežu dobavljača, partnera i zaposlenih, u cilju neprestanog razvoja novih iskustava sa pojedincima."

## Uspon korisničke kokreacije
O'hern i Rajndflajš (2010) navode da se uspeh korisničke kokreacije može pripisati trima različitim temama:
- Informacioni nesklad između korisničke tražnje i proizvođačkog kapaciteta
- Korisničko osnaživanje
- Pojava i široka primena digitalnih tehnologija

## Proces
Uspešna kokreacija zahteva dva ključna koraka.
Doprinos ideja: Kompanija mora da ubedi svoje klijente da predlože svoje ideje (tj. da doprinesu). Međutim, primiti doprinos je jako teško, jer je većina kupaca jako zauzeta i jedva da se odaziva na kompanijin poziv. Korisnici nisu zainteresovani da učestvuju i doprinose kompaniji sem ako im se priđe na neki za njih privlačan način. Kao rezultat svega toga, većina pokušaja kokreacije propadne upravo zato jer kompanija nije dobila dovoljno predloga.
Izdvajanje održivih ideja: Nakon pristiglih ideja, kompanija mora izdvojiti one najisplativije, održive i primenjive. Izazov u selekcionom procesu predstavlja to što je većina predloga beskorisna, nepraktična ili teška za primenu. Kompanije moraju upravljati predlozima veoma oprezno tokom procesa selekcije, kako ne bi izgubili korisničke predloge ili rizikovali da korisnike udalje od kompanije i time prouzrokuju potpuni prestanak korisničkog angažovanja u budućnosti.

## Prednosti kokreacije
Usled otvorenog dijaloga, stalno se javljaju neistražene ideje. Svako ko predloži ideju oseća kako je njegova ideja saslušana, što povećava moral korisnika.

## Izazovi
Iako je kokreacija sjajna aktivnost da se prikupe jedinstvene i različite ideje korisnika, ona takođe postavlja i mnoge izazove kao što su:
1. Pareto princip-odabir ideja iz mnoštva onih koje su pribavljene. Samo 20% od svih ponuđenih ideja ima vrednost za neku kompaniju.
2. Rizik od gubitka na imidžu brenda-ako ideje više ističu negativnu stranu proizvoda i usluga kompanije.

## Dalje čitanje
- Andersson, P.; Rosenqvist, C. (2007). „Mobile Innovations in Healthcare: Customer Involvement and the Co-Creation of Value”. International Journal of Mobile Communications. 5 (4).
- Auh, Seigyoung; Bell, Simon J.; McLeod, Colin S.; Shih, Eric (2007). „Co-Production and Customer Loyalty in Financial Services”. Journal of Retailing. 83 (3): 359—370. doi:10.1016/j.jretai.2007.03.001.–370.
- O, S.; et al. (2007). "Koprodukcija i vernost korisnika u finansijskim uslugama". Prodajni žurnal. Knjiga 83, Izdanje 3. pp. 359–370.
- Balentajn, D. (2004). "Dijalog i njegova uloga u razvoju specifičnog znanja o vezama". Biznis i industrijski marketing žurnal. Knjiga 19, Izdanje 2. p. 114.
- Beker, Geri (Septembar 1965). "Teorija o dodeljivanju vremena". Ekonomski žurnal. Knjiga LXXV, Izdanje 299. pp. 493–517.
- Bilgram, V.; Brem, A.; Vuat, K.I. (2008). "Korisnički fokusirane inovacije u razvoju novog proizvoda – Sistematska identifikacija vodećih korisnika napregnutih interaktivnih i kolaborativnih onlajn alata". Međunarodni žurnal menadžmenta inovacijama. Knjiga 12, Br. 3. pp. 419–458.
- Divon, D. (1990). "Marketing kao proizvodnja: razvoj koncepta". Akademski žurnal marketinških nauka. Knjiga 18, Broj 4. pp. 337–343.
- Edvardson, B.; Ankvist B.; Džonston, R. (2005). "Kokreacija korisničke vrednosti kroz hiperrealnost u predkupovnoj usluzi". Žurnal o istraživanjima usluga. Knjiga X, Broj X, Mesec 2003 1-.
- Firat, F.A.; Venkateš, A. (Decembar 1995) "Liberalni postmodernizam i obnavljanje potrošnje". Žurnal o istraživanjima potrošača. Knjiga 22, Broj 3. pp. 239–267.
- Fodnes, Dejl; Pitegoft, Beri E.; Soter, Eliz Truli (1993), "Od korisnika do konkurenta: Potrošačka koopcija u usluzi". Žurnal o marketinškim uslugama. 7 (3). pp. 18–25.
- Forstrom, F. (Septembar 2003). "Konceptualno istraživanje o 'kokreacijskoj vrednosti' u kontekstu industrijskih Kupac-Prodavac veza, nedovršen rad". 19. Godišnja IMP konferencija; Septembar 4–6, 2003; Lugano, Švajcarska (Međunarodna marketinška i potrošačka grupa)
- Fuler, J.; Mulbaher, H.; Macler, K.; Džavecki, G. (Zima 2009–10). "Korisničko osnaživanje kroz Internet kokreaciju". Menadžment informacionih sistema žurnal. Knjiga 26, Broj 3. pp. 71–102.
- Fuler, J. (Zima 2010). "Oplemenjivanje virtualne kokreacije iz perspektive korisnika". Kalifornijski menadžment pregled. Knjiga 52, Broj 2. pp. 98–122.
- Gronrus, C.; Ravald, A. (2009) "Marketing i logika usluga: olakšavanje vrednosti, kreiranje vrednosti i kokreacija, i njihova marketing primena – Radni list". Hanken škola ekonomije.
- Gameson, E. (2004) "Povratak veza (ROR - "Return of relationships"): Vrednost relacionog marketinga i relacioni menadžment u "Business-to-Business" kontekstima". Biznis i industrijski marketing žurnal. 19, 2. p. 136.
- Holbruk, M.B. (Jun 1987). "Šta je korisničko istraživanje?". Žurnal korisničkog istraživanja. Knjiga 14, Broj 1. pp. 128–132.
- Lindzi, K. (Jul 28, 2009). "Moć saradnje". Kompjuter nedeljno. pp. 14–15.
- Nambisan, S.;Baron, R. A. (jul 2009). "Virtuelna korisnička okruženja: Testiranje modela dobrovoljnog učestvovanja u aktivnostima kokreacije vrednosti" Dnevnik menadžmenta inovacije proizvoda. Izdanje 26, publikacija 4. Str. 388-406
- Nambisan, S.; Baron, R.A. (Jul 2009). "Virtualno korisničko okruženje: Testiranje modela dobrovoljnog učestvovanja u aktivnostima kokreiranja vrednosti". Žurnal menadžmenta inovacijama u proizvodnji. Knjiga 26, Izdanje 4. pp. 388–406.
- Ordanini, A.; Pasini, P. (2008). "Usluga koproizvodnje i vrednost kokreacije: Slučaj uslužno-orijentisane arhitekture (SOA)". Evropski menadžment žurnal. 26, pp. 289–297.
- Pejn, A.; Holt., S. (2001). "Dijagnosticiranje korisničke vrednosti: Integrisanje procesa vrednosti relacionog marketinga". Britanski menadžment žurnal. Knjiga 12. pp. 159–182.
- Pejn, A.F.; Storbacka, K.; Frou, P.; Noks, S. (2009). "Kokreacija brendova: Dijagnosticiranje i dizajniranje relacionog iskustva". Žurnal biznis istraživanja. 62. pp. 379–389.
- Pots, J.; et al. (October 2008) "Korisnička kokreacija i raspoređena kreativnost" Industrija i inovacije. Knjiga 15, NBroj 5. pp. 459–474.
- Prelad, C.K.; Remasvami, V. (2004) "Iskustva kokreacije: Nova praksa u kreiranju vrednosti". Žurnal interaktivnog marketinga. Knjiga 18, Broj 3.
- Prelad, C.K.; Remasvami, V. (2009) "Veza kokreacije".
- Remasvami, V. (2009) "Upravljanje transformacijom do kokreiranja vrednosti. Strategija i liderstvo. Knjiga 37, Broj 2. pp. 32–37.
- Rosira, C.; Brito, C. (2009) "Vrednost kokreacije sa dobavljačima, FEP radni listovi, n°342".
- Ša, D.; Rast, R.; Parasurman, A.; Stelin, R.; Dej, G. (Novembar 2006). "Put do centralne pozicije korisnika". Žurnal istraživanja usluga. 9, 2.
- Simonson, A.; Šmit, B. (1997). Marketing estetika – identitet i slika. Njujork: Slobodne novine.
- Sporer, J.; Magio, P.P. (2008). "Pojava nauke o uslugama: Ka sistematičnim inovacijama usluga u cilju unapređenja kokreacije vrednosti".
- Tanev, S.; Sepä, M.; Čuvanjek, A. (2013). „Value Co-Creation: Best of TIM Review”. Talent First Network. 19. 12. 2013.
- Tynan, Caroline; McKechnie, Sally; Chhuon, Celine (2010). „Co-creating value for luxury brands”. Journal of Business Research. 63 (11): 1156—1163. doi:10.1016/j.jbusres.2009.10.012.
- Vandermerv, S. (Leto 1993). "Skok u ciklus korisničkih aktivnosti – nova uloga korisničkih usluga u 1990-im". Kolumbijski žurnal svetskog biznisa. pp. 46–65.
- Vajgand, H. (2009). "Sukob vrednosti – Modeliranje i analiza kokreacije vrednosti – Radni list".
- Vajnnd, J.; Rengasvemi, A. (2000). "Kastomizacija: Nova revolucija u masovnoj kastomizaciji – Institut marketinških nauka radni list Br. 00-108". Kembridž, Masačusets: Institut marketinških nauka
- vong, V. (2010). "Kokreacija: nije još jedna fokus grupa". "Business week". April 28, 2010.
- Zang, Z.; Rongkju, C. (2008). "Ispitivanje mehanizma kokreacije vrednosti sa korisnicima". Međunarodni žurnal ekonomije proizvodnje. 116. pp. 242–250.
- Zvas, V. (Jesen 2010). "Kokreacija: Ka taksonomiji i perspektivi integrisanog istraživanja". Međunarodni žurnal elektronske prodaje. pp. 11–48. http://www.ijec-web.org/v15n1/p011full.pdf

## Spoljašnje veze
- Kokreacija on p2pfoundation
- Harvard Business Review o kokreaciji Архивирано на веб-сајту  (7. август 2011)
- 90:10 Konsultanstki Blog Kokreacijske Grupe
- „Svetski dan kokreacije”. Архивирано из оригинала 30. 03. 2012. г. Приступљено 08. 05. 2019.
- Tamna strana kokreacije: prezentacija održana 2010. na konferenciji Evropske marketinške akademije
- Zašto klijenti pružaju pomoć firmama? Putovanje kroz motivaciju vodećih korisnika. Prezentacija održana na EMAC2010
- Video koji prikazuje najbolje praktične primere kokreacije sa klijentima u razvoju novog proizvoda, 2011.
- (Nemački) Rad von Tobias Theisa
- Kokreacija objašnjena u 60 sekundi